# 王士華
王士華，字彦實，浙江鄞縣人。明朝政治人物。
永樂十三年（1415年）乙未科三甲進士。曾官禮部精膳司郎中。